# HiTech (Schach)
HiTech (deutsch „Hohe Technologie“) war ein Schachrechner, der in den 1980er Jahren unter Leitung des amerikanischen Fernschachweltmeisters und Computerschachpioniers Hans Berliner (1929–2017) durch Murray Campbell, Carl Ebeling und Gordon Goetsch an der Carnegie Mellon University in Pittsburgh entwickelt worden ist, und der 1985 und 1989 die Nordamerikanische Computerschachmeisterschaft gewann.